# Nyírcsászári
Nyírcsászári ist eine ungarische Gemeinde im Kreis Nyírbátor im Komitat Szabolcs-Szatmár-Bereg.

## Geografische Lage
Nyírcsászári liegt vier Kilometer nordöstlich der Kreisstadt Nyírbátor. Nachbargemeinden sind Nyírderzs und Nyírkáta.

## Geschichte
Der Ort wurde erstmals im frühen 14. Jahrhundert schriftlich erwähnt. Er war im Besitz der Familie Császári. Das älteste Gebäude im Ort ist die griechisch-katholische Kirche, die 1515 erbaut wurde. Von 1970 bis 1990 gab es eine gemeinsame Verwaltung mit Nyírderzs. Danach wurde Nyírcsászári wieder eine eigenständige Gemeinde.

## Gemeindepartnerschaften
- Muschijewoj (Мужієве), Ukraine
- Vârșolț, Rumänien

## Sehenswürdigkeiten
- Griechisch-katholische Kirche Úrjelenés
- Reformierte Kirche
- Römisch-katholische Kirche Szent Pió atya

## Verkehr
Durch Nyírcsászári verläuft die Hauptstraße Nr. 471. Es bestehen Busverbindungen nach Nyírbátor, Nyírderzs sowie über Nyírmeggyes nach Mátészalka. Weiterhin bestehen Zugverbindungen nach Debrecen und Mátészalka.